# Gustaf Jansson

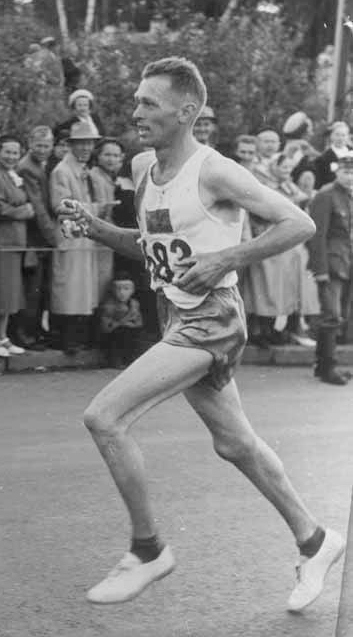
Gustaf Jansson (1952)

Gustaf Nils Jansson (* 5. Januar 1922 in Brattfors, Värmland; † 11. April 2012 in Karlstad) war ein schwedischer Leichtathlet, der in den frühen 1950er Jahren als Marathonläufer erfolgreich war. Der 1,78 m große und 67 kg schwere Athlet startete für den IK Viking in Hagfors.

## Karriere
Gustaf Jansson gewann zwischen 1950 und 1953 insgesamt sieben Landesmeisterschaften:
- 1950: 25 km
- 1951, 1952 und 1953: jeweils über 25 km und im Marathonlauf

Darüber hinaus erreichte er Topplatzierungen bei folgenden Läufen:
- 2:42:48 h (2.) am 16. Juli 1950 in Sala
- 2:29:19,0 h (2.) am 3. August 1951 in Tampere
- 2:31:43 h (1.) am 8. Juli 1951 in Halmstad
- 2:26:07,0 h (3.) 1952 in Filipstad
- 2:29:02 h (1.) am 15. Juni 1952 in Södertälje
- 2:27:04 h (1.) am 14. Juni 1953 in Falköping
- 2:27:27,8 h (5.) am 25. August 1954  in Bern
- 2:31:58 h (3.) am 18. Juli 1954 in Karlstad
- 2:31:04,8 h (4.) am 4. September 1955  in Kopenhagen
- 2:21:40 h (41,1 km) (6.) am 19. April 1955 in Boston

An dem ältesten europäischen Marathon, dem Košice-Marathon, nahm er dreimal teil und erreichte folgende Platzierungen:
- Platz 2 (2:35:12,4 h) 1950
- Platz 2 (2:27:27 h) 1954
- Platz 11 (2:31:58 h) 1955

Seinen größten Erfolg durfte er 1952 feiern, als er zusammen mit 65 weiteren Athleten, darunter aus Schweden Gustav Östling und Henry Norrström, an den Olympischen Spielen in Helsinki teilnahm.
Nach etwa der Hälfte der Distanz zogen Emil Zátopek und Gustaf Jansson an dem bis dahin führenden Briten Jim Peters (der später das Rennen aufgab) vorbei. In der Schlussphase konnte Jansson dem Tschechen, der sich in 2:23:04 h die Goldmedaille holte, jedoch nicht mehr folgen und musste auch noch den Argentinier Reinaldo Gorno (Silber in 2:25:35 h) ziehen lassen. Es gelang ihm jedoch, den dritten Platz ins Ziel zu retten – mit 2:26:07 h lag er eine knappe halbe Minute vor dem Südkoreaner Choi Yun-chil und gewann Bronze.
Zwei Jahre später, bei den Europameisterschaften 1954 in Bern, konnte er mit 2:26:46 h seine Zeit von Helsinki fast wiederholen. Sie brachte ihn auf Platz 5 (es siegte der Finne Veikko Karvonen in 2:24:52 h).